# Veronica vandellioides
Veronica vandellioides är en grobladsväxtart som beskrevs av Carl Maximowicz. Veronica vandellioides ingår i släktet veronikor, och familjen grobladsväxter. Inga underarter finns listade i Catalogue of Life.